# روبرتو أريدوندو
روبرتو أريدوندو (بالإسبانية: Roberto Arredondo)‏ مواليد 3 مايو 1958 في ولاية ميتشواكان، المكسيك، هو ملاكم محترف مكسيكي سابق صنّف ضمن فئة الوزن الخفيف.

## إحصائيات
خاض خلال مسيرته 30 نزالا، فاز في 19 وتعادل في 2 وخسر في 9. فاز بالضربة القاضية في 14 نزالا.

## روابط خارجية
- روبرتو أريدوندو على موقع بوكس ريك (الإنجليزية) (registration required)